# Basszus
A basszus a legmélyebb férfihang. Terjedelme F—f1. Mint összhangzattani fogalom, az akkord legmélyebb, annak funkciós jellegét megadó hangját jelenti.
A basszus (ol. basso, lat. bassus, fr. basse) valamilyen zenei darabnak legmélyebb, illetve legalsóbb szólama, melyre annak egész harmóniai szerkezete épül. Ez a szólam általában a többi szólamtól nagyobb távolságban mozog, mint a többi szólam egymáshoz viszonyítva.
Minél mozgékonyabb a basszus, annál inkább elveszti alap jellegét, amelyre a többi szólam építkezik.
A basszus helyes szólamvezetése nagymértékben megnöveli a zenedarab hatását, és a zeneszerző technikai képzettségének legbiztosabb jele. A reneszánsz korban, a németalföldi szigorú polifónia korszakában (14–16. század), amikor a hangszeres zene – egyes táncdarabokat kivéve – még nem létezett; a mai értelemben vett basszus még nem létezett.
A basszus első alkalmazója Lodovico Grossi da Viadana volt; az ő basso continuója valódi alapul szolgált a zeneszerzeményeknek. Jól meg kell különböztetni azonban a basso continuót, a generálbasszust és a törzsalhangot, mely utóbbi Jean-Philippe Rameau találmánya, és csak valamely zenemű összhangzattani elemzésénél képzett törzshangokból áll, lásd törzshang.
A klasszikus szerzők szerint gyorsabb futamokat a mély fekvésben nem szabad alkalmazni, mert itt érthetetlenekké válnának, míg a közép- és felső fekvésben hatalmas hatást idéznek elő.

A basszus hangterjedelme zongorán szemléltetve, a pont a C_{4}-et jelöli.

## Basszus hangfekvés
Ezen kívül a basszus jelöli még a legmélyebb férfihangot. F-től f'-ig számítható, noha igen sok énekes képes a nagy C-t, sőt kontra H-t és B-t is énekelni. A hangzása tömör és teljes, jellege pedig komoly, méltóságteljes, és ünnepélyes, de azért humorisztikus kifejezésre is igen alkalmas.

### Típusok
- Basszbariton (karakterbasszus) Zwischenfach (regiszter közötti), egy basszbariton hangjának megfelelően választja ki, hogy basszus vagy bariton repertoárt énekel be.Terjedelme F-f1
- Basso Cantabile  (magas basszus) – Hangszíne lágy és világos,sok esetben hasonlít a mély baritonhoz,azonban alsó regisztere jóval erőteljesebb.Terjedelme E-e1
- Basso Profondo (mélybasszus) – igen erőteljes és sötét hangzású, tömör, hangterjedelme: D2-D4
- Basso Buffo(basszusbuffó) – „vígbasszus”, inkább a hang színe, tónusa tesz valakit vígbasszussá, nem köthető kifejezett hangterjedelem hozzá.
- Kontrabasszus(különösen mély basso profondo) – A főleg keleti keresztény kóruséneklésben jellemző. A basso profundo tulajdonságaival rendelkezik, azonban hangfekvése még mélyebb, jellemzően kontra A - a (C'), de egyesek képesek kontra F és kontra G éneklésére is.

### Nevezetes basszus szerepek
- Georg Friedrich Händel
- Johann Sebastian Bach (például a Megváltó recitativói a Máté-passióban)
- Ozmin (Mozart Szöktetés a szerájból című operájában)
- Sarastro (Mozart: A varázsfuvola)
- Borisz Godunov (Muszorgszkij)
- Galickij herceg (Muszorgszkij: Igor herceg)
- Hans Sachs (Wagner: A nürnbergi mesterdalnokok)
- Wotan (Wagner: A Nibelung gyűrűje)
- Kurwenal (Wagner: Trisztán és Izolda)
- Kormányzó (Mozart: Don Giovanni)
- Don Alfonso (Mozart: Così fan tutte)
- Jochanaan (Richard Strauss: Salome)
- Fiesco (Verdi: Simon Boccanegra)
- Sparafucile (Verdi: Rigoletto)
- Főinkvizítor; Fülöp király (Verdi: Don Carlos)
- Don Ruy Gomez (Verdi: Ernani)
- Don Basilio (Rossini: A sevillai borbély)
- Mefisztó (Gounod: Faust)

### Basszushangszerek
- gordonka
- nagybőgő
- basszusgitár
- fagott
- kontrafagott
- basszusharsona
- tuba.